# Lumda (Fluss)
Die Lumda ist ein 30,0 km langer Zufluss der Lahn in Hessen (Deutschland).

## Name
Die Lumda wird 1339 als Lumme erstmals schriftlich erwähnt. Der Name leitet sich vermutlich von germanisch *lum- für 'Schlamm, Sumpf' ab. Der Ort Lumda hieß im Mittelalter Lundorf, woraus sich der Name Lumda entwickelte und auf den Fluss übertragen wurde.

## Geographie

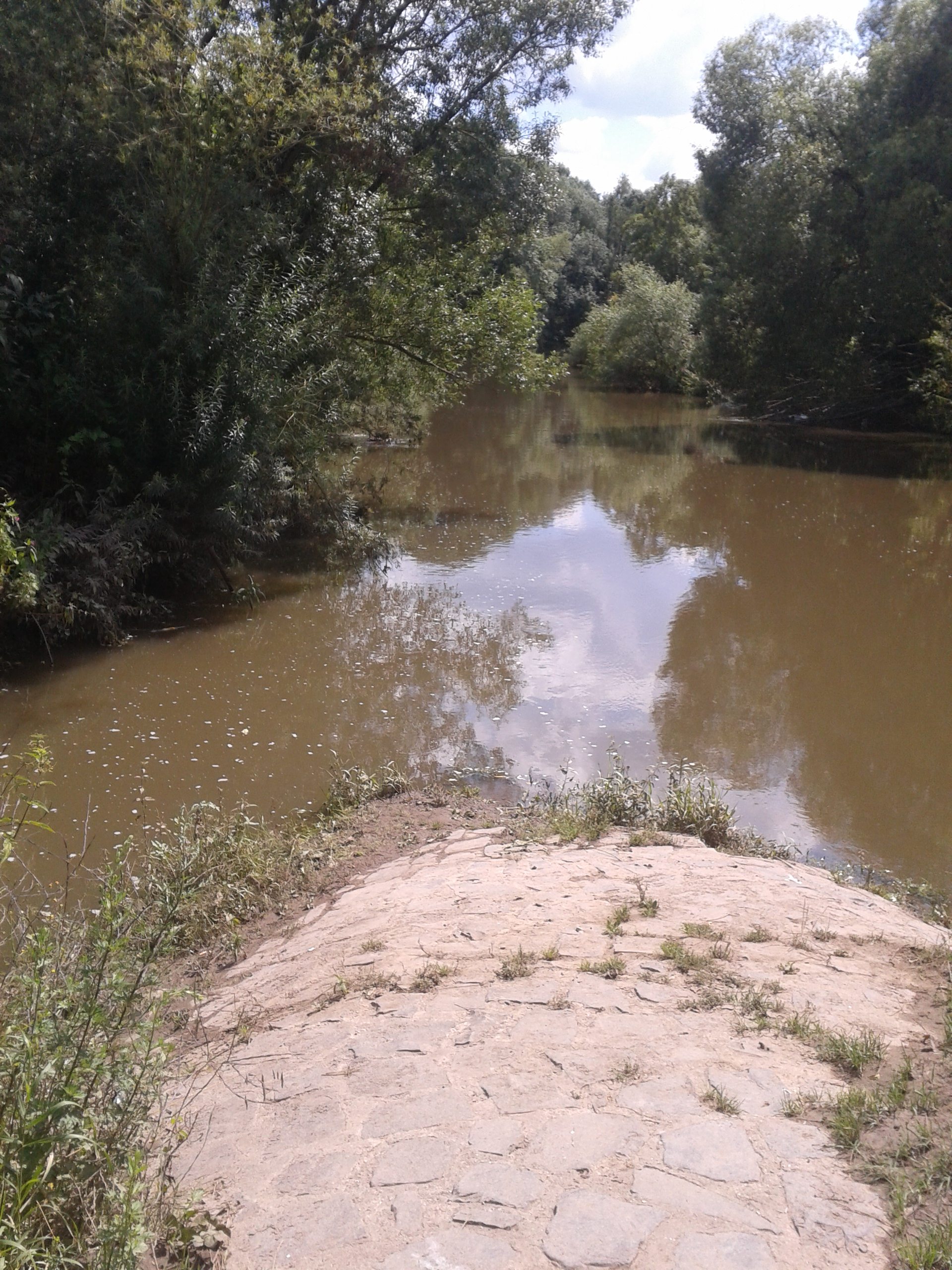
Mündung der Lumda von Norden (im Bild von links) kommend in die Lahn

### Verlauf
Der Fluss entspringt im Bereich der Nordwestabdachung des Vogelsberges, des sogenannten Vorderen Vogelsbergs, auf dem nach ihm benannten, zentralen Lumda-Plateau, einer Hochfläche, die er erst kurz vor seiner Mündung in die Lahn verlässt. Die Quelle liegt nah dem Ort Mücke-Atzenhain, die Mündung in Lollar. Die Lumda gab dem von ihr durchflossenen Lumdatal ebenso wie dem Grünberger Stadtteil Lumda den Namen. Weiterhin taucht ihr Name in Beinamen zu den Ortsnamen auf, und zwar im Falle von Allendorf (Lumda), Treis an der Lumda, Odenhausen (Lumda). Der althergebrachte Mundart-Name „Lom“ ist noch erkennbar in den Ortsnamen Lollar (Lomlar = Wiese an der Lumda) und Londorf (= Dorf an der Lumda). Für touristische Zwecke ist das Lumdatal über den Radwanderweg Lumda-Wieseck erschlossen.

### Orte
An der Lumda liegen folgende Kommunen:
- Mücke
- Grünberg
- Rabenau
- Allendorf (Lumda)
- Staufenberg
- Lollar

## Allgemeine Quellen
- Karten und Daten des Bundesamtes für Naturschutz (Hinweise)
- Gewässersteckbrief und Maßnahmenprogramm 25836.2 (Memento vom 1. Januar 2013 im Webarchiv archive.today) (Hinweise) → Übersicht über alle hessischen Flusssysteme (PDF, 1,7 MB) Obere Lumda
- Gewässersteckbrief und Maßnahmenprogramm 25836.1 (Memento vom 1. Januar 2013 im Webarchiv archive.today) (Hinweise) → Übersicht über alle hessischen Flusssysteme (PDF, 1,7 MB) Untere Lumda